# Shōtoku
El príncipe Shōtoku (聖徳太子 Shōtoku Taishi?, 7 de febrero 574-8 de abril 622), también conocido como príncipe Umayado  (厩戸皇子 Umayado no ōjî?) o príncipe Kamitsumiya (上宮皇子 Kamitsumiya no ōji?) fue un semi-legendario regente y político de la Corte Imperial de Japón durante el periodo Asuka. Era el hijo del Emperador Yōmei y su consorte, la Princesa Anahobe no Hashihito, quien también era la media hermana menor de Yōmei. Sus padres eran parientes del clan Soga, y también estuvo involucrado en la derrota del rival clan Mononobe. La fuente primaria de la biografía y los logros del Príncipe Shōtoku proviene del  Nihon Shoki.
Durante las generaciones sucesivas, surgió un culto devocional alrededor de la figura del príncipe Shōtoku para la protección de Japón, la Familia Imperial y para el budismo. Figuras religiosas clave como Saichō, Shinran y otras reclamaron inspiración o visiones atribuidas al Príncipe Shōtoku.

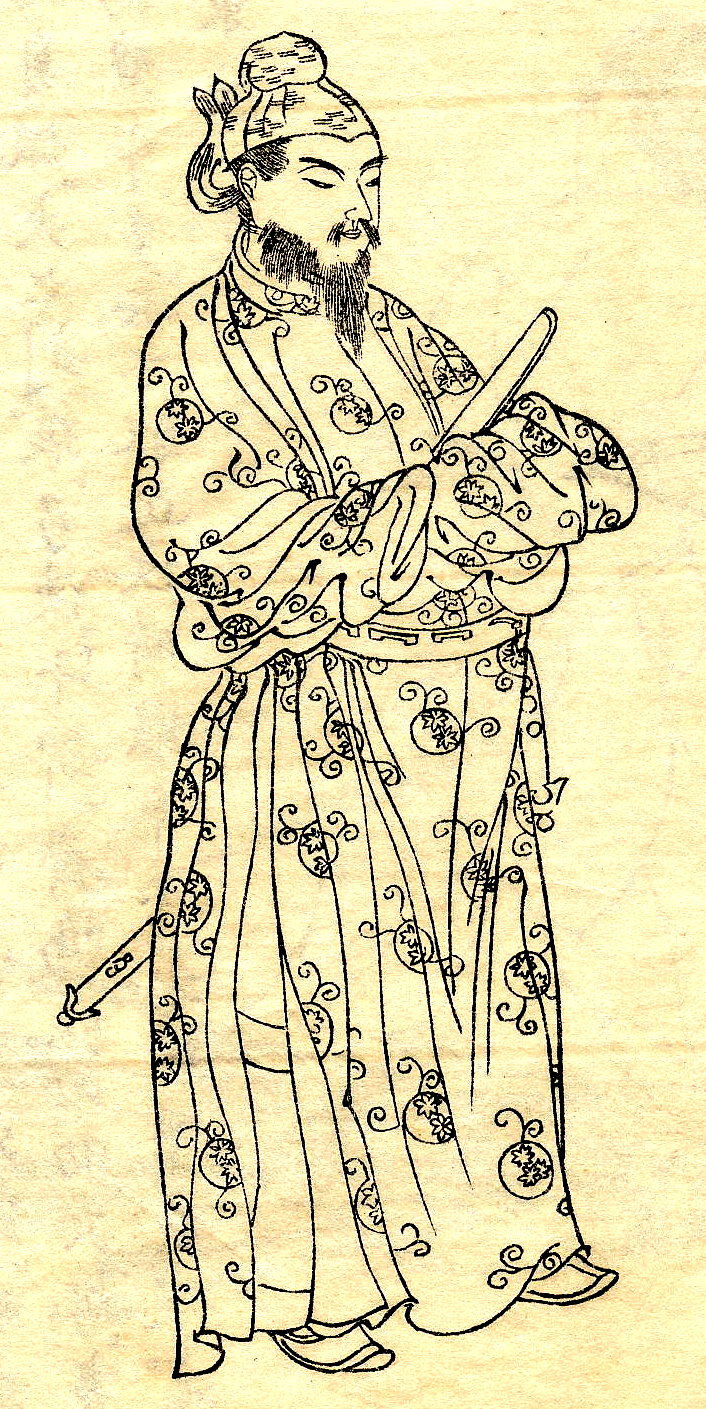
Príncipe Shōtoku.

## Biografía
Según la tradición, Shōtoku fue nombrado regente (Sesshō) en 593 por la Emperatriz Suiko (554–628), su tía. Shōtoku, inspirado por las enseñanzas de Buda, logró establecer un gobierno centralizado durante su reinado. En el 603, estableció un sistema de doce rangos en la corte. Se le atribuye la promulgación de una Constitución de diecisiete artículos.
El príncipe era un budista devoto y tradicionalmente se le atribuye la autoría del "Sangyō Gisho" o "Comentarios sobre los tres sutras" (el sutra del loto, el sutra Vimalakirti, y el sūtra Śrīmālādevī Siṃhanāda). El primero de estos comentarios,  Hokke Gisho , data de 615 y, por lo tanto, se considera como "el primer texto japonés", lo que a su vez convierte a Shōtoku en el primer escritor japonés. Del mismo modo, también se trata de la primera persona en usar la palabra Nihon para referirse a Japón. Por otra parte, destacó por su apoyo brindado en la construcción de templos budistas, como el Hōryū-ji.

## Leyendas
Una leyenda cuenta que cuando Bodhidharma llegó a Japón bajo la apariencia de un mendigo hambriento, se encontró con el príncipe Shōtoku. El príncipe le pidió al mendigo que se identificara, pero el hombre no respondió. En lugar de seguir su camino, Shōtoku le dio comida, bebida y lo cubrió con su prenda púrpura, diciéndole que "se acueste en paz". El príncipe luego cantó para el hombre hambriento. El segundo día, envió un mensajero al hombre hambriento, pero ya estaba muerto. Entonces Shōtoku se afligió mucho y ordenó su entierro. Más adelante pensó que el hombre no era común. Al abrir la tumba y observar que la tierra no fue perturbada, no había cuerpo adentro, y la prenda púrpura del príncipe yacía doblada sobre el ataúd. Luego, envió otro mensajero para reclamar la prenda, y continuó usándola como antes. Sorprendida, la gente alabó al príncipe: "Qué cierto es que un sabio conozca a un sabio". Esta leyenda está relacionada con el templo de Hōrin-ji en la Prefectura de Nara, donde se encontró una estupa de piedra bajo tierra, lo cual es poco común.

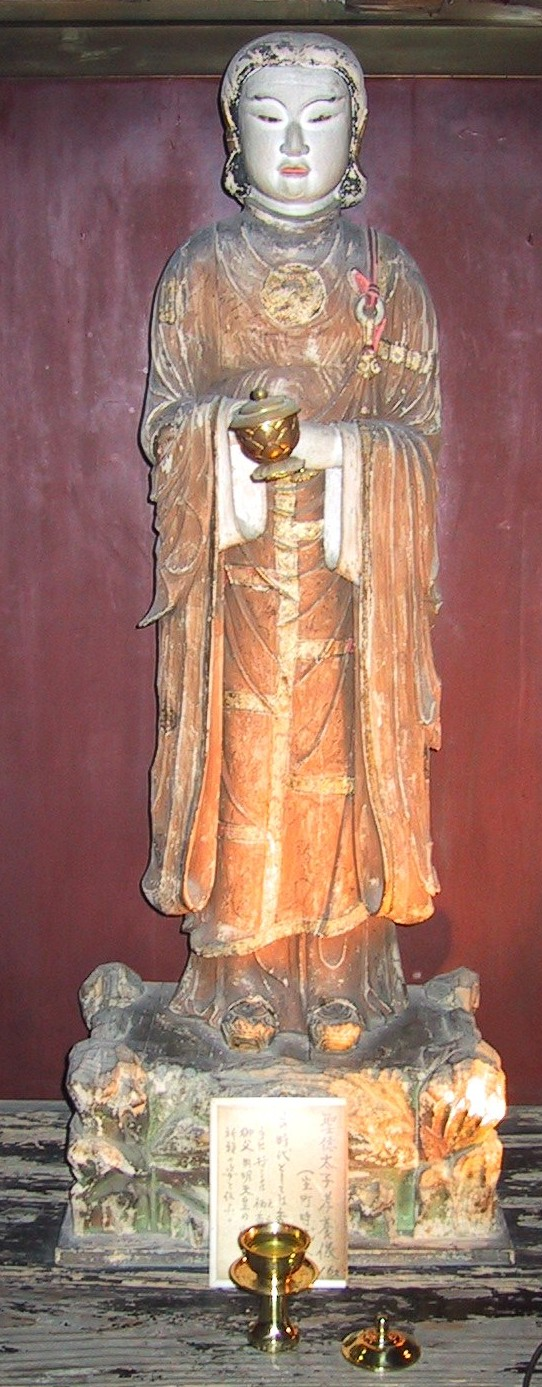
Escultura del Príncipe Shōtoku representado como bodhisattva en el templo Asuka-dera, en Asuka (Nara)

Otras historias sobre el regente cuentan que fue una reencarnación de Buda, debido en gran medida a la gran difusión del budismo que realizó. A raíz de esto, se pueden encontrar estatuas de madera de Shōtoku esparcidas por una gran cantidad de templos budistas. Entre otras leyendas, también se cuenta que supo hablar desde que nació y que nunca tomó una mala decisión.

## Legado
Varias instituciones llevan su nombre, como la Universidad Shotoku Gakuen y su universidad asociada. La primera sílaba de su nombre (聖) puede leerse  shō  en Go-on y también puede leerse  sei  en Kan-on. La última se encuentra en Universidad Seitoku y su colegio junior asociado, al igual que en la antigua Universidad de Nutrición de Tokio (e indirectamente en su reemplazo, la Universidad Seiei de Tokio).

### Yenes en circulación

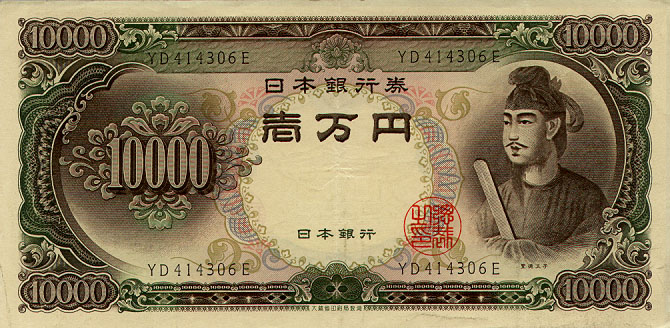
Billete de 10 000 yenes con el retrato del príncipe.

En la época, se emitieron dos billetes hechos con diferentes tipos de materiales y tintas especiales con un valor nominal de 100 000 000 (cien millones de yenes). La característica de estos billetes es que tienen un borde a su alrededor para evitar su alteración. Como distintivo, tiene un sello y figuras en diferentes posiciones comenzando desde el medio hacia afuera. Estos boletos de tela se usaron para el intercambio de valores importantes en ese momento. Más recientemente, su rostro ha aparecido en los billetes de 100, 1000, 5000 y 10 000 yenes.